# Motyjyn
Motyjyn (Мотижин en ukrainien, Motyzhyn en anglais) est un village du raïon de Boutcha, situé dans l'oblast de Kiev en Ukraine, à environ quarante-cinq kilomètres à l'ouest de Kiev.

## Administration

### Liste des maires
| Identité                                      | Période | Période                             | Durée  | Étiquette |
| Identité                                      | Début   | Fin                                 | Durée  | Étiquette |
| --------------------------------------------- | ------- | ----------------------------------- | ------ | --------- |
| Olha Soukhenko, (19 octobre 1971 - mars 2022) | 2006    | mars 2022 (mort en cours de mandat) | 16 ans |           |

## Histoire

### Invasion de l'Ukraine par la Russie en 2022
Lors de l'invasion de l'Ukraine par la Russie en 2022, et peu après la découverte du massacre de Boutcha, les corps de la maire Olha Soukhenko, de son mari et de son fils, ainsi que de deux hommes sont retrouvés dans une fosse commune à Motyjyn, ligotés et les yeux bandés. Un habitant du village déclare qu'« ils ont été torturés, ils ont les doigts cassés, les ongles arrachés, puis ils ont été exécutés ».
La 37e brigade de fusiliers motorisés de l'armée russe, basé à Kiakhta, est suspecté de participation à ce crime de guerre.